# Bliżej (singel Eweliny Flinty)
„Bliżej” – singel Eweliny Flinty. Piosenka została zgłoszona do walki o miano Superpremiery na Krajowym Festiwalu Piosenki Polskiej 2006 w Opolu. Podczas premiery utworu na Festiwalu wokalistkę wspomagali Jacek Wąsowski na banjo oraz Ludwina Popielarz i Ania Socha w chórkach.
Muzykę skomponowała Ewelina Flinta i Radek Zagajewski, natomiast słowa napisały Ewelina Flinta i Anita Bartosik.

## Pozycje na listach
| Notowanie (2006)                        | Najwyższa pozycja |
| --------------------------------------- | ----------------- |
| Radio Szczecin (SLiP)                   | 13                |
| RMF FM (POPlista)                       | 1                 |
| Radiowa Trójka (Lista Przebojów Trójki) | 44                |